# Poggio San Vicino
Poggio San Vicino (fino al 1927 Ficano) è un comune italiano di 203 abitanti della provincia di Macerata nelle Marche. 

## Geografia fisica

### Territorio
Poggio San Vicino sorge lungo un crinale sotto il Monte San Vicino. Dotato di splendidi panorami, offre numerose possibilità di passeggiate e attività all'aria aperta. Interessanti i percorsi naturalistici come il Sentiero dei Ginocchielli di San Romualdo e quello della Valle dei Mulini ad Acqua.

## Storia
Il Paese deriva probabilmente da un insediamento romano chiamato Podium Tufficanum, noto nel Medioevo come Ficano. Ebbe ruolo di vedetta contro le incursioni su Apiro. Nel 1927 cambiò il nome in Poggio San Vicino e dopo essere stato aggregato al Comune di Apiro, nel 1949 riprese la propria autonomia.

## Monumenti e luoghi di interesse
- Chiesa di S. Maria Assunta - costruita nell'800, con facciata in mattoni e grande abside.[5]
- Chiesa di San Giovanni Evangelista e battista - con sopra il portale lo stemma della Basilica di S. Giovanni in Laterano.[5]

## Società

### Evoluzione demografica
Abitanti censiti

## Amministrazione
| Periodo           | Periodo        | Primo cittadino       | Partito              | Carica  | Note  |
| ----------------- | -------------- | --------------------- | -------------------- | ------- | ----- |
| 11 settembre 1987 | 2 giugno 1990  | Benito Gastone Brandi | Democrazia Cristiana | Sindaco | [ 7 ] |
| 3 giugno 1990     | 23 aprile 1995 | Benito Gastone Brandi | Democrazia Cristiana | Sindaco | [ 7 ] |
| 24 aprile 1995    | 13 giugno 1999 | Benito Gastone Brandi | Centro               | Sindaco | [ 7 ] |
| 14 giugno 1999    | 13 giugno 2004 | Alberto Zamponi       | Lista civica         | Sindaco | [ 7 ] |
| 14 giugno 2004    | 7 giugno 2009  | Alberto Zamponi       | Lista civica         | Sindaco | [ 7 ] |
| 8 giugno 2009     | 25 maggio 2014 | Simone Valentini      | Lista civica         | Sindaco | [ 7 ] |
| 26 maggio 2014    | 26 maggio 2019 | Sara Simoncini        | Lista civica         | Sindaco | [ 7 ] |
| 27 maggio 2019    | 10 giugno 2024 | Sara Simoncini        | Lista civica         | Sindaco | [ 7 ] |
| 10 giugno 2024    | in carica      | Sara Simoncini        | Insieme per Poggio   | Sindaco | [ 7 ] |

## Galleria d'immagini

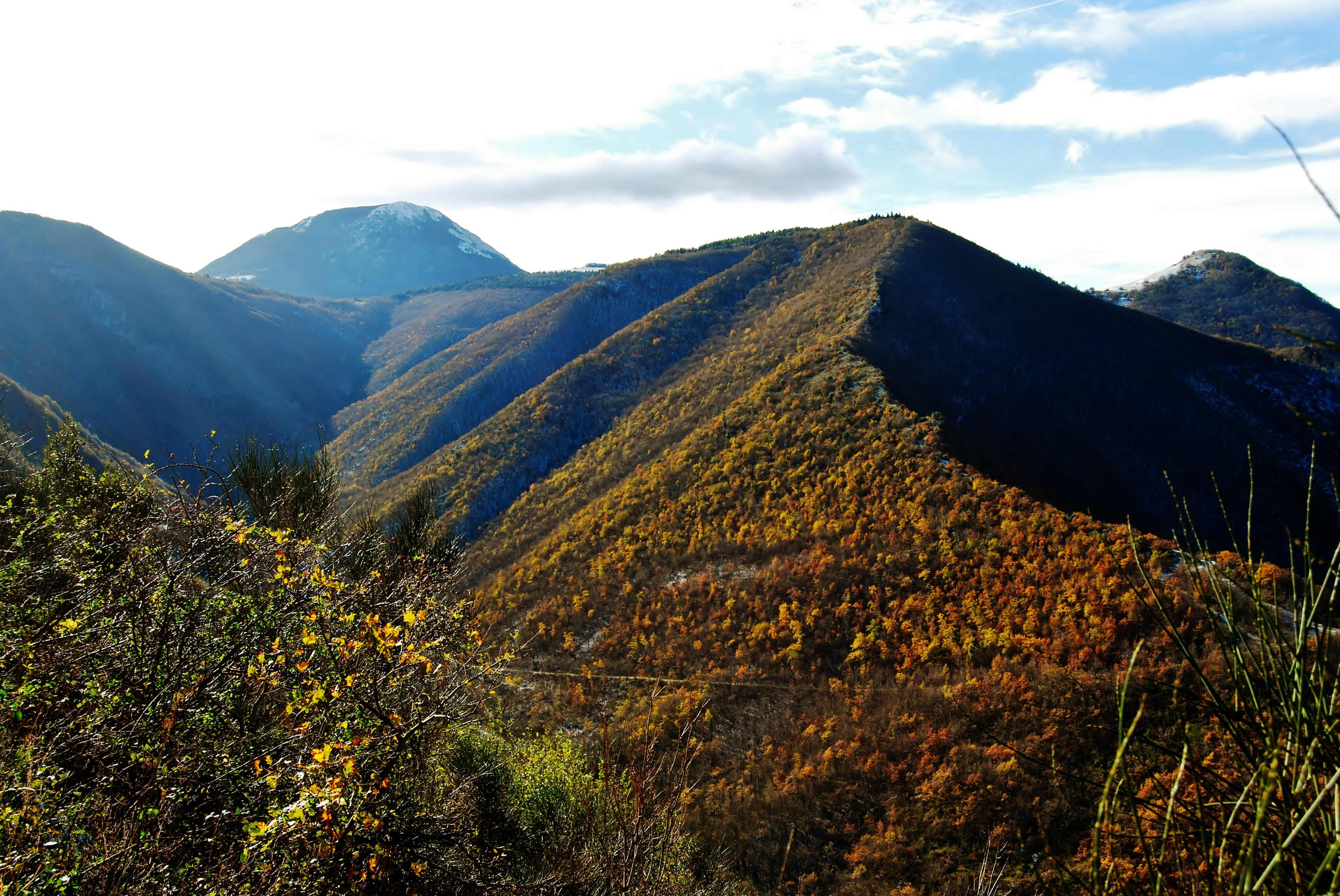
Panorama da Poggio San Vicino
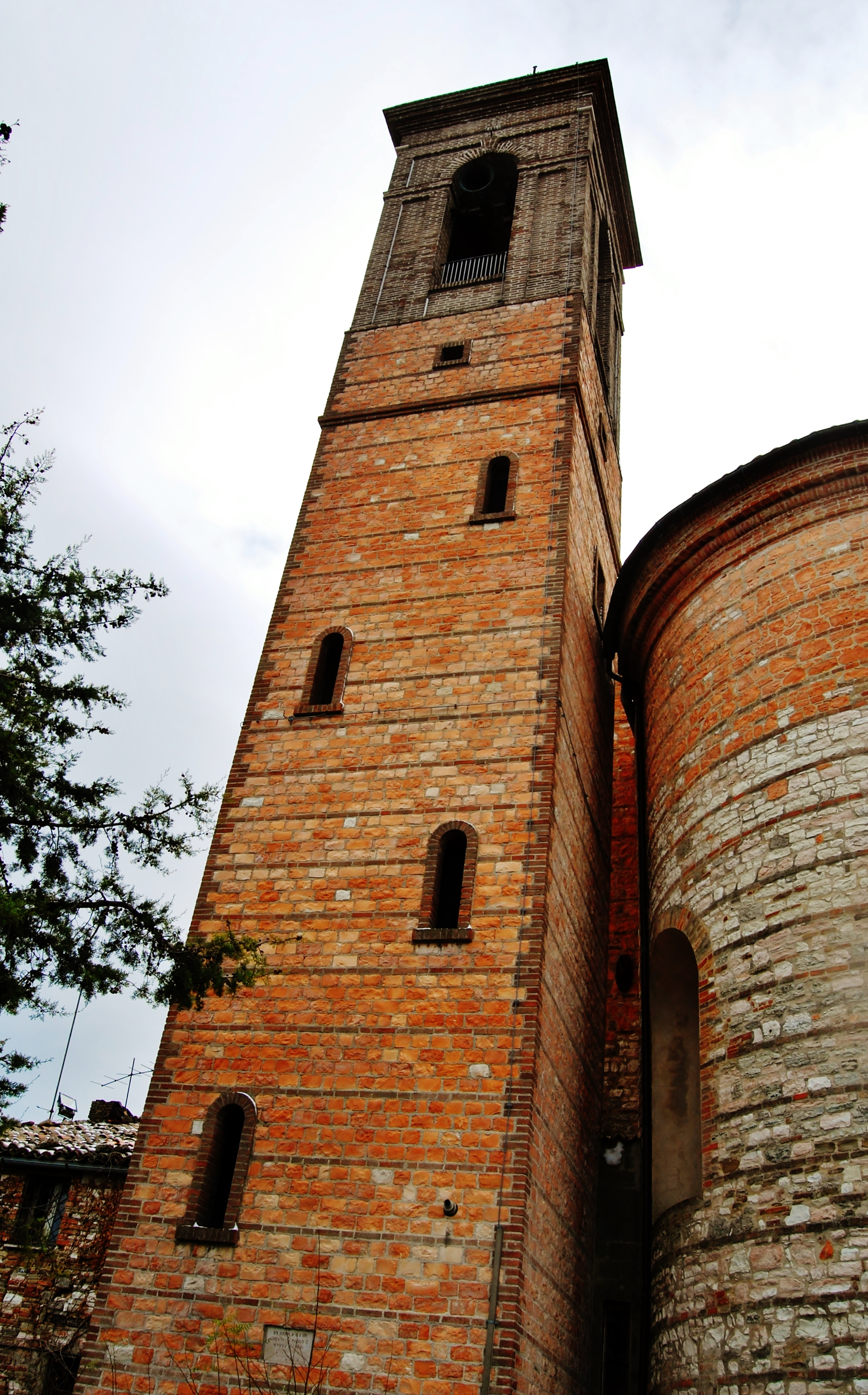
Chiesa di S. Maria Assunta
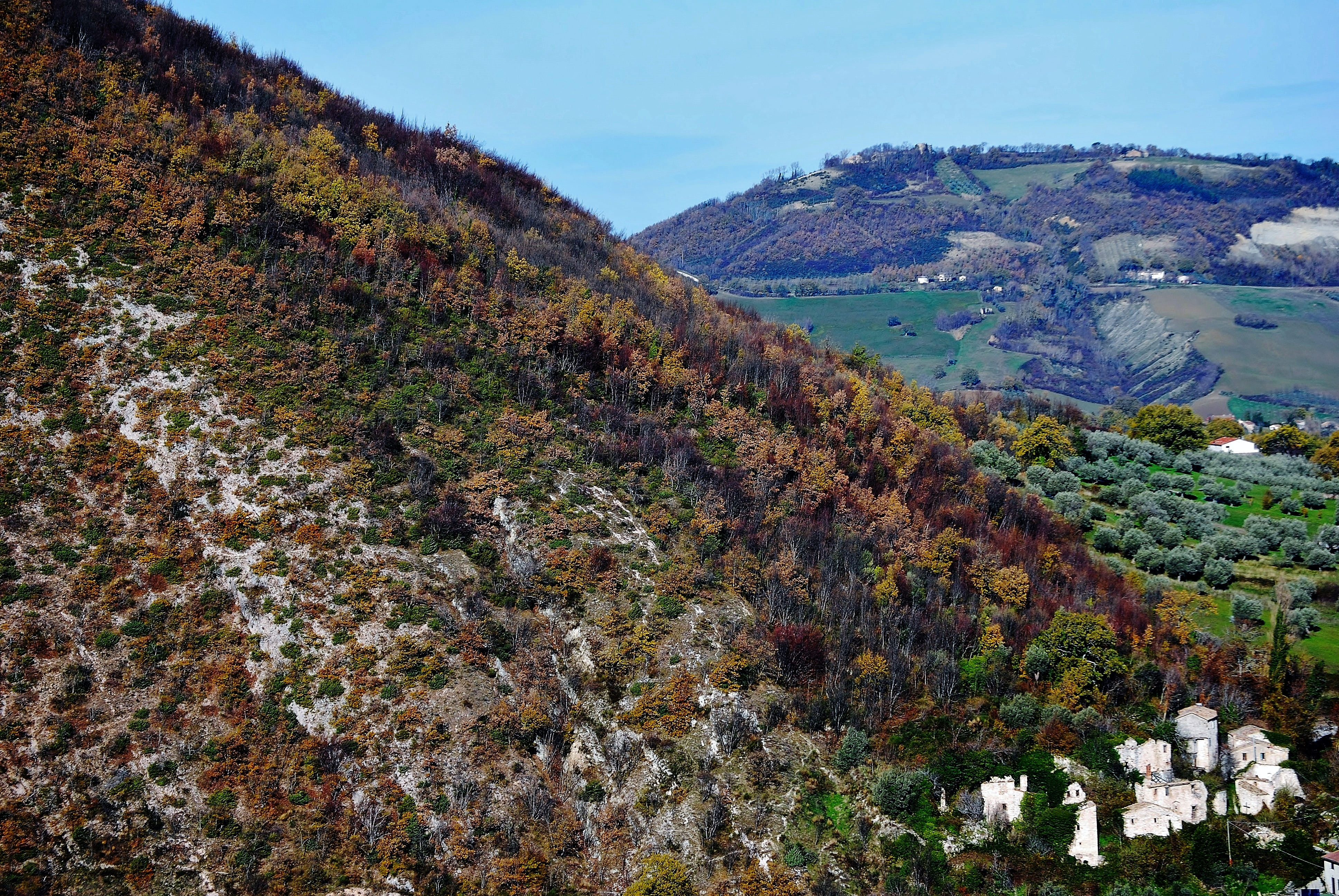
Panorama da Poggio San Vicino
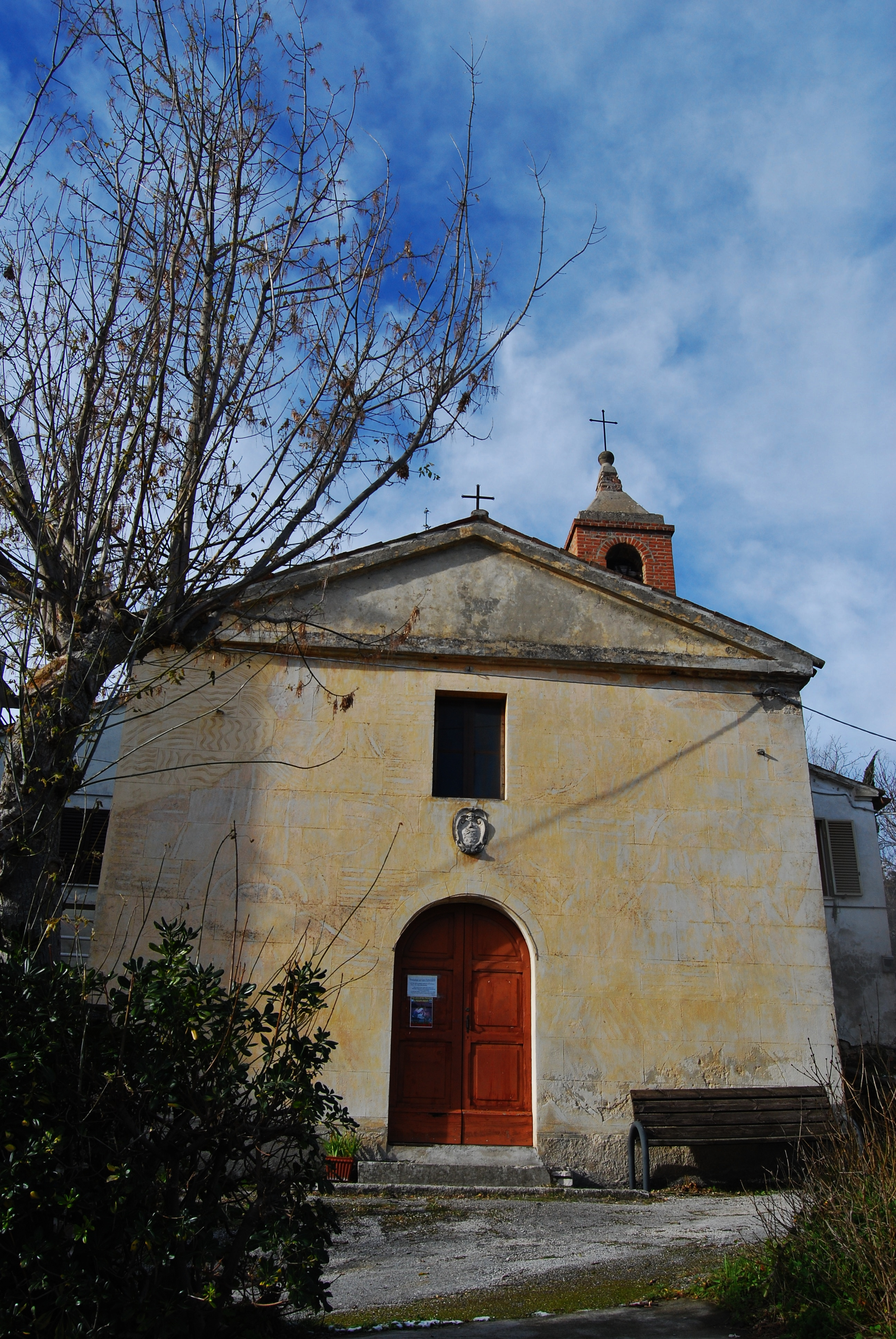
Chiesa di San Giovanni Evangelista e Battista